# Лис, Войцех
Войцех Лис (пол. Wojciech Lis; Островы Тушовские, 1913 — Патераки, 1948) — польский партизан, участник антинацистского и антикоммунистического сопротивления. Командир отрядов Армии Крайовой и Национальных вооружённых сил. Убит в результате спецоперации коммунистической госбезопасности. Посмертно награждён Орденом Возрождения Польши.

## Против нацистов
Родился в крестьянской семье. Жил в деревне Топоров на семейной ферме. Состоял в молодёжной крестьянской организации, затем в Польской крестьянской партии. При нацистской оккупации был привлечён к трудовой повинности, работал на строительстве дорог.
В 1942 Войцех Лис избил и разоружил немецкого офицера, после чего скрылся в лесу. Оккупанты сожгли семейный дом Лиса, расстреляли его отца и сестру. Лис принял псевдоним Mściciel — Мститель и организовал антинацистский партизанский отряд. Первоначально отряд действовал самостоятельно, но находился под влиянием Национальных вооружённых сил (NSZ). В августе 1944 года Лис примкнул к соединению Hejnał Армии Крайовой (AK) и участвовал в Акции «Буря».

## Против коммунистов
В октябре 1944 Лис как командир националистов был арестован советскими органами госбезопасности и заключён в тюрьму Мелеца. Ему удалось бежать. В марте 1945 он сформировал в Кольбушовском повяте антикоммунистический партизанский отряд из бойцов АК и Крестьянских батальонов. Отряд действовал в системе NSZ, но был также связан с движением Свобода и Независимость. С лета 1946 отряд Лиса вошёл в партизанское соединение майора Иеронима Декутовского.
Лис провёл десятки успешных операций против коммунистических властей. Управление госбезопасности подготовило спецоперацию с целью его персональной ликвидации. Это удалось сделать в январе 1948 руками завербованного агента Войцеха Палуха, бывшего бойца отряда Лиса. Палух заманил Войцеха Лиса и его бойца Константы Кендзёра в специально отведённое место в лесном массиве Патераки и застрелил обоих во время сна (за что получил две тысячи злотых, костюм и ботинки).

## Посмертная награда
В 1992 году, после смены общественного строя, Войцех Лис и Константин Кендзёр были с почестями перезахоронены на приходском кладбище Мелеца. В 2011 году указом президента Бронислава Коморовского Войцех Лис посмертно награждён Командорским крестом со звездой Ордена Возрождения Польши. В церемонии награждения участвовали Ядвига и Кшиштоф Флореки — дочь и внук Войцеха Лиса.